# Tetraponera maffini
Tetraponera maffini é uma espécie de formiga do gênero Tetraponera, pertencente à subfamília Pseudomyrmecinae.